# Deux Femmes (téléfilm)
Pour les articles homonymes, voir Deux Femmes.
Pour plus de détails, voir Fiche technique et Distribution.
Deux femmes est un téléfilm français réalisé par Isabelle Doval et diffusé en 2022 sur France 2 et TV5 Monde.

## Synopsis
En 1965 dans le Pas-de-Calais, Colette Chevreau est accusée à tort du meurtre d'un banquier. Une jeune juge d'instruction, Anne-Marie Leroux, reprend l'enquête après avoir été convaincue qu'elle a été menée à charge.
L'action du film est placée dans le contexte des revendications féministes des années 1960 et 1970, réforme des régimes matrimoniaux, légalisation de l’usage de la pilule contraceptive, principe de l’égalité salariale et légalisation de l'avortement.

## Fiche technique
- Réalisateur : Isabelle Doval
- Scénario : Stéphane Brisset, Chantal de Rudder
- Musique : Nicolas Jorelle
- Producteur : Jean-Marc Auclair, Laurent de Chalonge, Stéphane Drouet
- Sociétés de production : Making Prod et France télévisions
- Genre : Drame
- Durée : 90 minutes
- Date de première diffusion : 28 février 2022 sur France 2
- Equipe son au tournage : Pierre Gauthier assisté de Thomas François et Nell Tondeur
- Equipe son au mixage : Yann Reiland assisté de Cédric Méganck
- Montage son ambiances effets : Justine Defauwe
- Post synchronisations : Sylvie Fortin
- Etalonneur : Xavier Kuylle

## Distribution
- Odile Vuillemin : Colette Chevreau
- Agathe Bonitzer : Anne-Marie Leroux
- Aurélien Recoing : Commissaire André Faureins
- Nicolas Beaucaire : Pierre Chevreau
- Pierre Rochefort : Inspecteur Berthelot
- Nicolas Wanczycki : Docteur Lefèvre
- Stéphan Wojtowicz : Pierre Sélignac
- Didier Flamand : Georges Leroux
- Laurène Doval : Denise Ferrand
- Laurent Mouton : Antoine Bonnefond

## Production
Le film est une adaptation de l'Affaire Ernest Rodrigues ou l'Affaire du Bois Bleu. En 1965, dans le Cher, Monique Case, commerçante, est accusée à tort avec son amant le gendarme Jules Barrault d'avoir tué Georges Segretin, directeur d'une agence bancaire. Le commissaire Ayala, chargé de l'enquête, se fonde sur les rumeurs décrivant l'accusée comme une femme libre et de mœurs légères. Un policier, André Navarro, interpelle la juge d'instruction Georgette Chouvelon car l'enquête regorge de contradictions. Celle-ci décide de libérer Monique Case et Jules Barrault, après 43 jours de détention. Un an plus tard, on arrête le véritable meurtrier, Ernest Rodrigues, un ouvrier agricole endetté qui a tendu un piège au banquier. Il sera condamné aux travaux forcés à perpétuité. Les enquêteurs n'ont pas été sanctionnés mais mutés.
Le tournage a lieu en février 2021 dans les Hauts-de-France notamment à Roubaix (l'hôtel de ville sert de décor pour les scènes tournées au palais de justice), Saint-Omer (rues) et Bully-les-Mines (l'hôtel moderne pour le bureau du commissariat et le café).
Programmé le 6 septembre 2021, le téléfilm est déprogrammé en raison de la disparition de Jean-Paul Belmondo.
Le film réunit 3 millions de téléspectateurs lors de sa première diffusion le 28 février 2022, se classant en tête des audiences.

## Distinctions
- New York Festivals TV & Film Awards 2021 : Médaille d'argent[6]
- Festival TV de Luchon 2022 :  
  - Meilleure fiction unitaire[8]
  - Prix de la réalisation
  - Prix d'interprétation pour un duo pour Odile Vuillemin et Agathe Bonitzer